# 马昆达普尔
马昆达普尔（Makundapur），是印度奥里萨邦Ganjam县的一个城镇。总人口4974（2001年）。

## 人口
该地2001年总人口4974人，其中男性2548人，女性2426人；0—6岁人口610人，其中男313人，女297人；识字率70.89%，其中男性为80.85%，女性为60.43%。